# Бахтин, Александр Егорович
Александр Егорович Бахтин (1918—1944) — старший лейтенант Красной Армии, участник Великой Отечественной войны, Герой Советского Союза (1944).

## Биография
Родился в сентябре 1918 года в селе Казанское (ныне — Ливенский район Орловской области) в крестьянской семье. После окончания средней школы работал в колхозе. В 1939 году поселился в Приморском крае, где работал в леспромхозе. В 1942 году был призван на службу в Красную Армию. В том же году окончил курсы младших лейтенантов, после чего — на фронтах Великой Отечественной войны. В 1943 году вступил в ВКП(б). К сентябрю 1943 года в звании старший лейтенант командовал ротой 615-го стрелкового полка 167-й стрелковой дивизии 38-й армии 1-го Украинского фронта. Отличился во время битвы за Днепр и Киевской операции.
В конце сентября 1943 года рота под его командованием одной из первых в полку форсировала Днепр к северу от Киева, захватив плацдарм на его западном берегу. Принимал участие в боях за освобождение Киева, во время которых был ранен, но поля боя не покинул.
Указом Президиума Верховного Совета СССР «О присвоении звания Героя Советского Союза генералам, офицерскому, сержантскому и рядовому составу Красной Армии» от 10 января 1944 года за «образцовое выполнение боевых заданий командования на фронте борьбы с немецко-фашистскими захватчиками и проявленные при этом отвагу и геройство» удостоен высокого звания Героя Советского Союза с вручением ордена Ленина и медали «Золотая Звезда».
Погиб в бою 9 апреля 1944 года. Похоронен в селе Косов Чортковского района Тернопольской области.
Был также награждён орденами Красного Знамени, Отечественной войны 2-й степени, Красной Звезды, медалью.